# قصر شينونسو
قصر شينونسو (بالفرنسية: château de Chenonceau) (

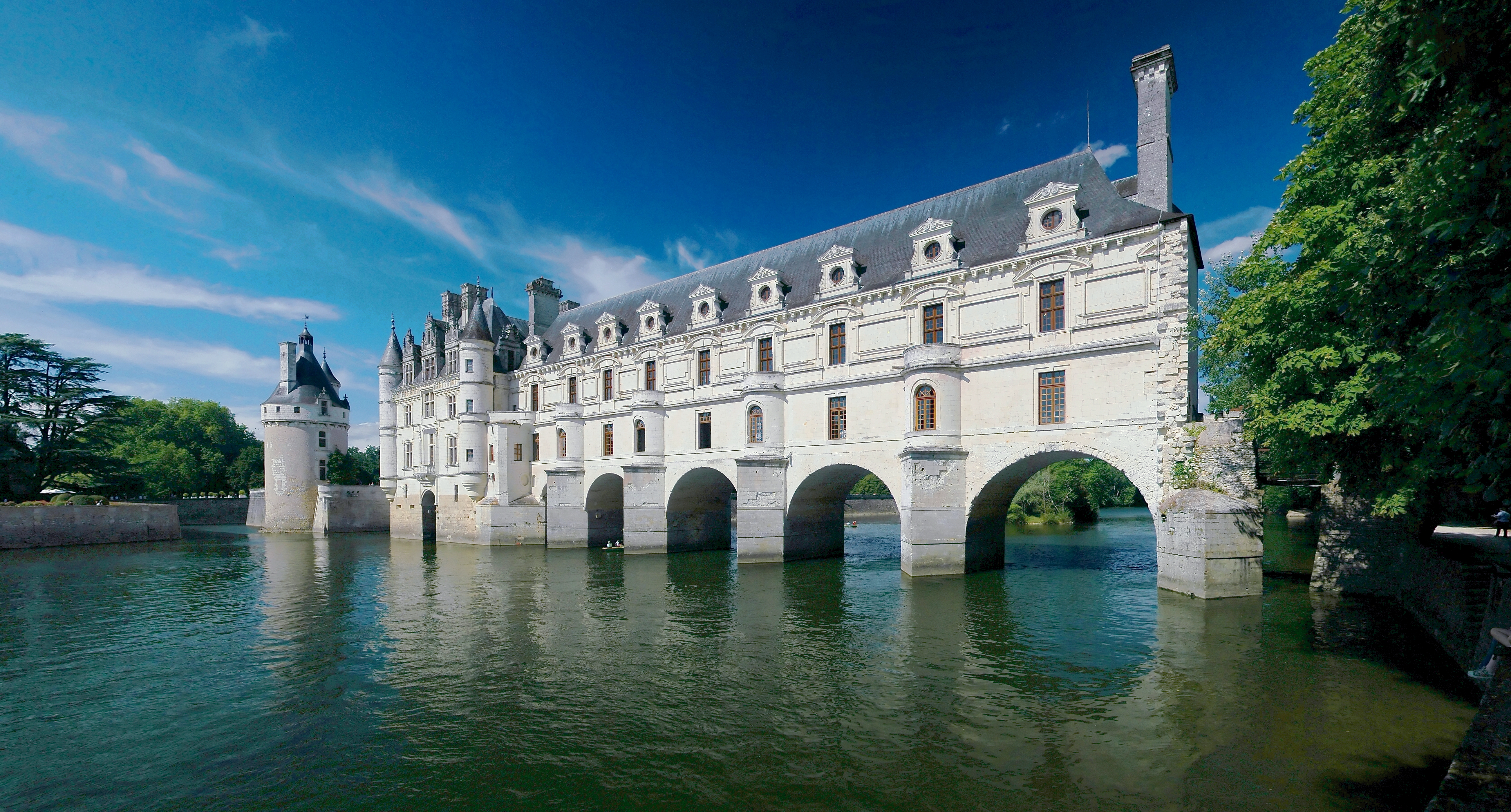
قصر شينونسو ، على نهر شير.

نطق فرنسي: [ʃɑto də ʃənɔ̃so]) هو واحد من أشهر قصور نهر لوار، شُيِّدَ خلال القرن الحادي عشر على ضفاف نهر شير، بالقرب من قرية صغيرة في إقليم أندر ولوار الواقع في وسط فرنسا وعاصمته تور.
وثق قصر شينونسو لأول مرة كتابيًا في القرن الحادي عشر. وقد تم بناء القصر الحالي مابين 1514-1522 على أنقاض طاحونة قديمة وتم توسيعه في لاحقا ليشمل النهر. تم بناء الجسر فوق النهر في الفترة الممتدة مابين (1556-1559) لتصميمات المهندس المعماري Philibert de l'Orme المعرض على الجسر، الذي بُني من 1570-1576 إلى تصميمات Jean Bullant.

## وصف

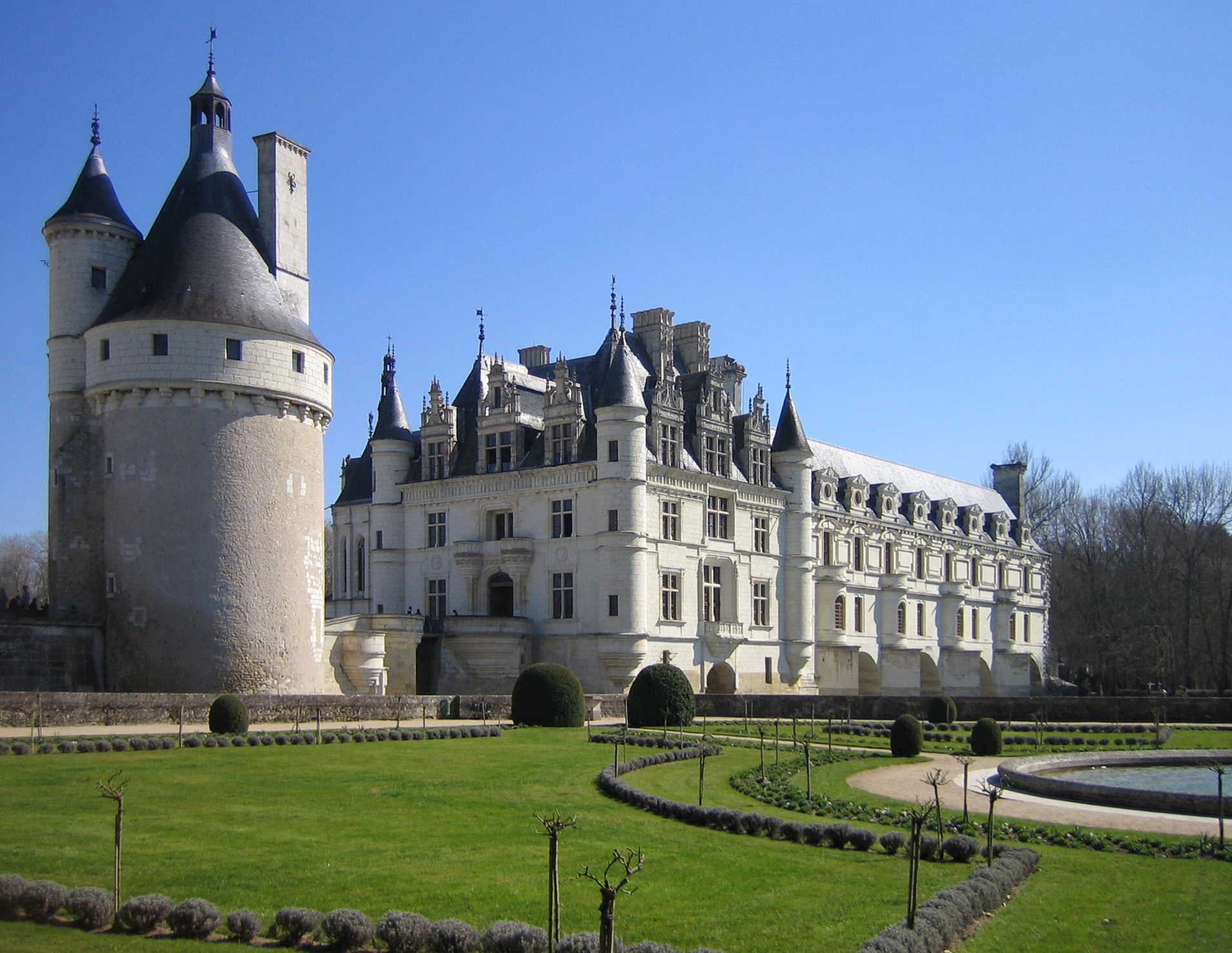
منظر لقصر شينونسو من حافة الحدائق الرسمية إلى الغرب من السكن. يعد الحفاظ على العصور الوسطى على اليسار هو آخر بقايا القصر السابق، الواقع في ما يُعرف الآن باسم الفناء الأمامي، والذي لا يزال محاطًا بالخنادق.

يجمع قصر شينونسو بين مزيج معماري من أواخر العصر القوطي وأوائل عصر النهضة، ويعتبر القصر الأكثر زيارة في فرنسا. حدائقه مفتوحة للجمهور. بخلاف القصر الملكي في فرساي، ويعتبر القصر الأكثر زيارة في فرنسا.
تم تصنيف القصر كمعلم تاريخي منذ عام 1840 من قبل وزارة الثقافة الفرنسية. اليوم، يعد شينونسو من المعالم السياحية الرئيسية وتلقى في عام 2007 حوالي 800000   الزائرين.

## التاريخ

### عائلة ماركيز
في القرن الثالث عشر، كان إقطاع تشينونسو ينتمي إلى عائلة ماركيز. تم إحراق شاتو الأصلي في عام 1412 لمعاقبة مالك جان ماركيز على فعله الفتنة. أعاد بناء قصر ومطحنة محصنة في الموقع في ثلاثينيات القرن التاسع عشر. وجد وريث جان ماركيز المثقّف بيير ماركيز أنه من الضروري البيع.

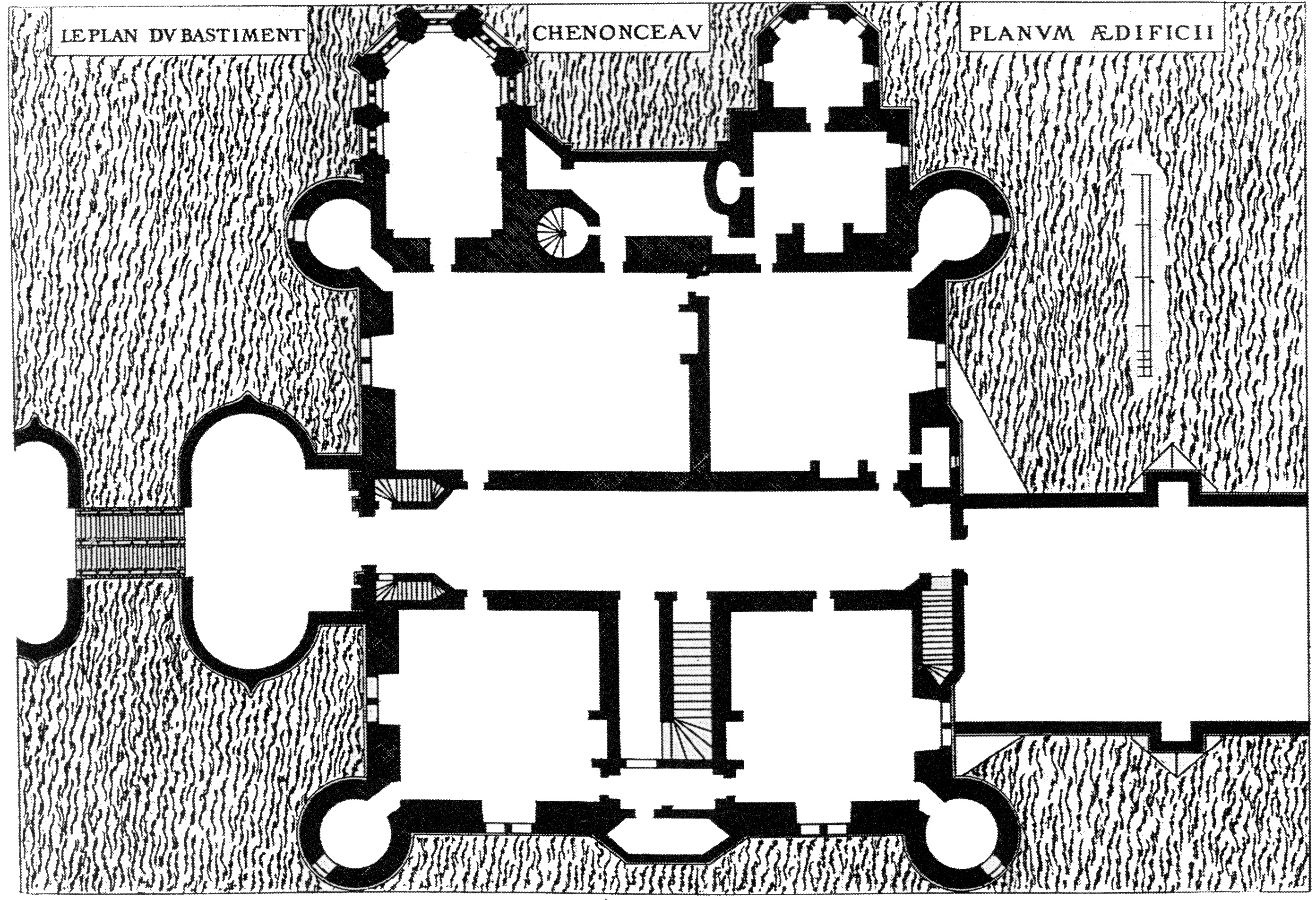
مخطط للكتلة الرئيسية ، محفور بواسطة Du Cerceau (1579)

### توماس بوهير
Thomas Bohier، قام تشامبرلين للملك تشارلز الثامن ملك فرنسا، بشراء القلعة من بيير ماركيز في عام 1513 وهدم معظمها (مما أدى إلى اعتبار عام 2013 الذكرى 500 للقلعة: MDXIII -MMXIII) مكانة الأيسر. قام بوهر ببناء سكن جديد تمامًا بين عامي 1515 و 1521. أشرف على هذا العمل زوجته كاثرين بريسونيت،  التي سررت باستضافة النبلاء الفرنسيين، بما في ذلك الملك فرانسيس الأول في مناسبتين.

### ديان دي بواتييه

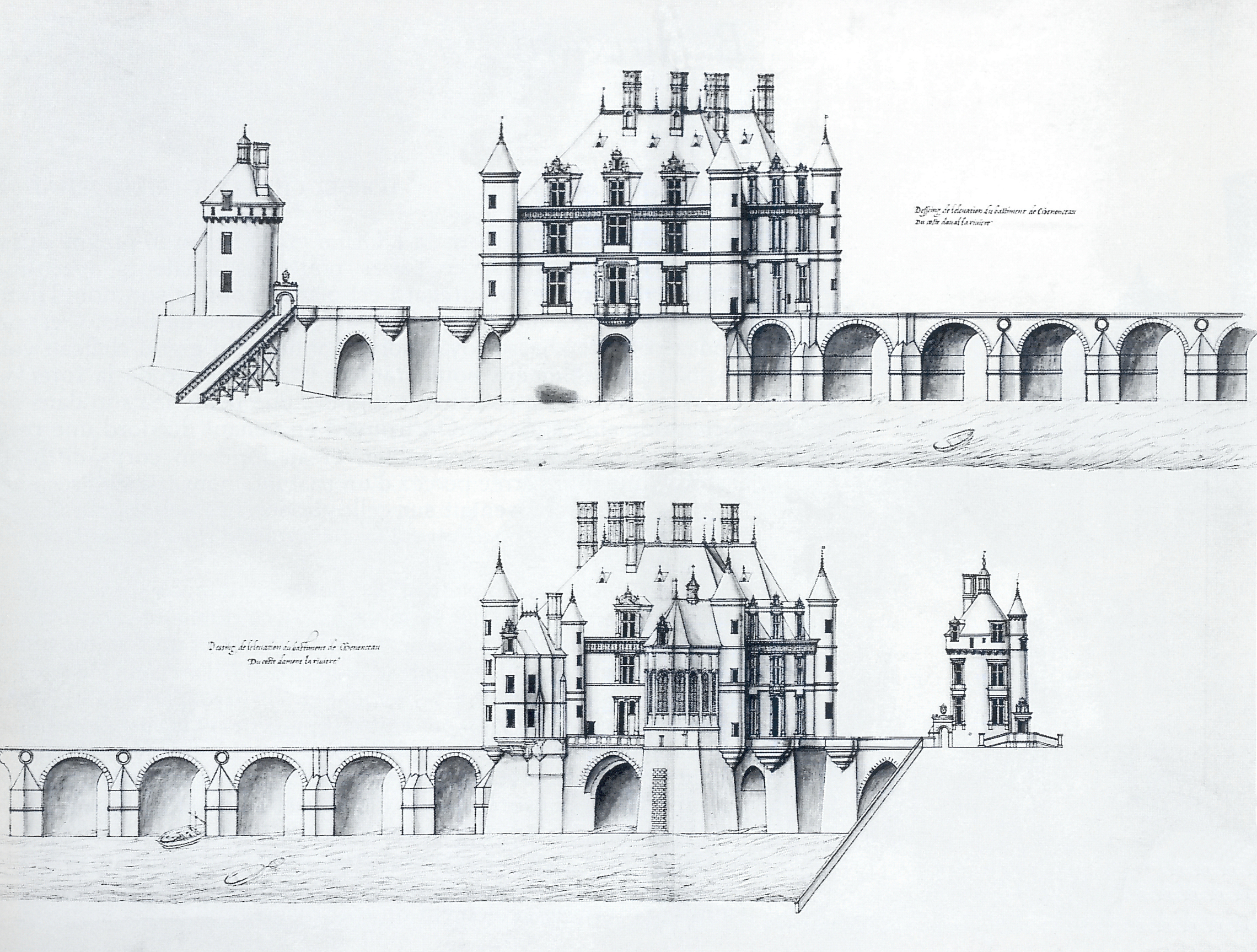
القصر مع جسر de l'Orme ، قبل إضافة المعرض : مناظر من الغرب (أعلى) وشرقًا (أسفل) ، رسمها جاك أندروت دو سيركو

في عام 1535، استولى الملك فرانسيس الأول ملك فرنسا على شاتو من ابن بوهير بسبب ديونه غير المدفوعة للتاج. بعد وفاة فرانسيس في عام 1547، قدم هنري الثاني القصر كهدية لعشيقته، ديان دي بواتييه، التي أصبحت مرتبطة بشدة بشاتو على طول النهر. في عام 1555، كلفت Philibert de l'Orme ببناء الجسر المقنطر الذي يربط القصر بالضفة المقابلة له. ثم أشرفت ديان على زراعة حدائق الزهور والخضروات الواسعة إلى جانب مجموعة متنوعة من أشجار الفاكهة. تقع على ضفاف النهر، ولكن مدعومة من الفيضانات عن طريق المدرجات الحجرية، وضعت الحدائق الرائعة في أربعة مثلثات.
كانت ديان دي بواتييه عشيقة القلعة التي لا جدال فيها، ولكن الملكية ظلت مع التاج حتى عام 1555، عندما سُحبت لها في النهاية سنوات من المناورات القانونية الحساسة.

### كاترين دي ميديشي
بعد وفاة الملك هنري الثاني في عام 1559، أجبرت أرملته القوية وصديقتها كاترين دي ميديسي ديان على استبدالها بشاتو شومون.  ثم قامت الملكة كاثرين بجعل Chenonceau مسكنها المفضل، مضيفة سلسلة جديدة من الحدائق.

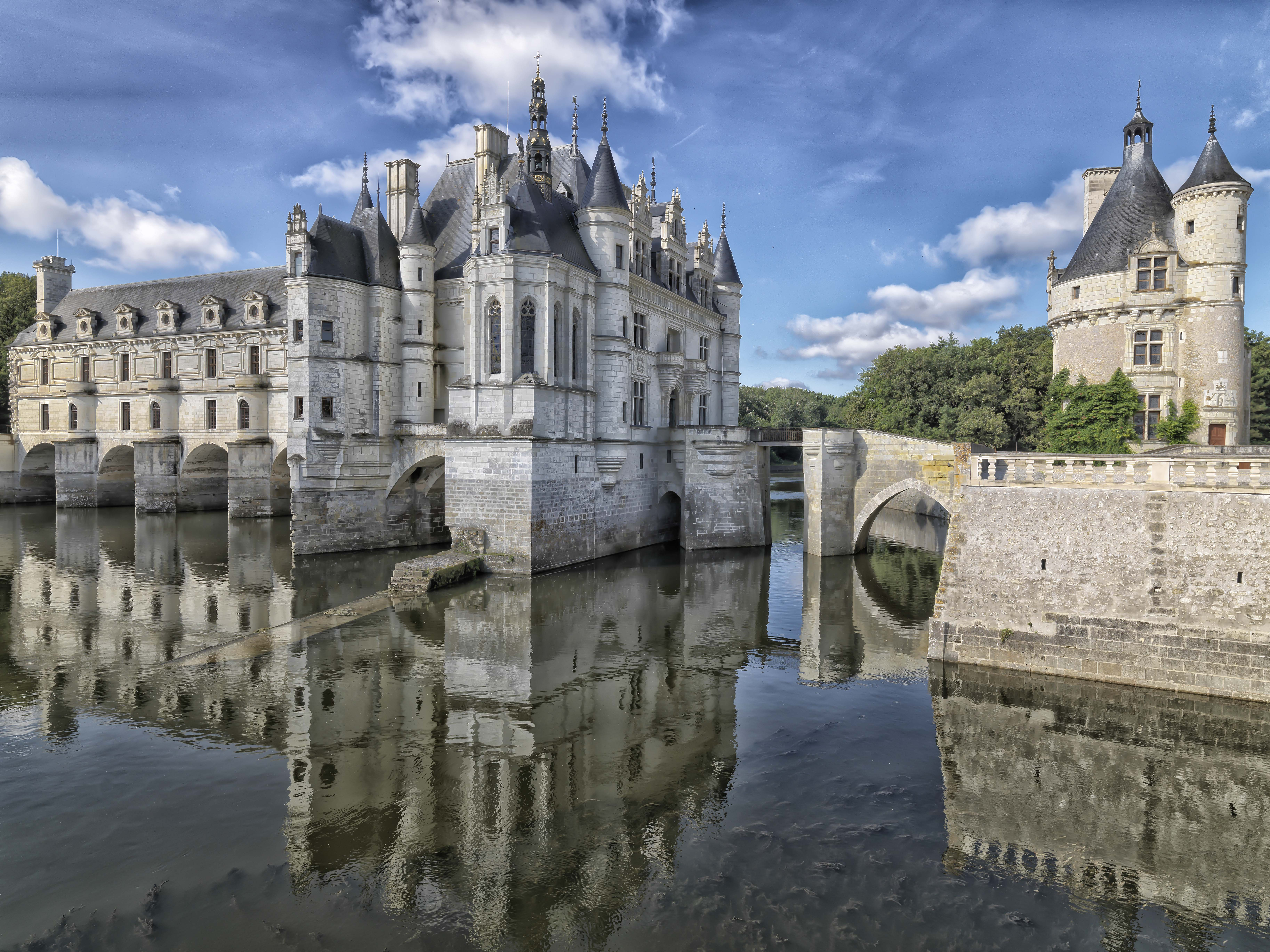
منظر من الشمال الشرقي يظهر الكنيسة والمكتبة

بصفتها ريجنت فرنسا، أنفقت كاثرين ثروة على القصر وعلى الحفلات الليلية الرائعة. في عام 1560، تم عرض أول عرض للألعاب النارية على الإطلاق في فرنسا خلال الاحتفالات بمناسبة صعود عرش ابن كاثرين فرانسيس الثاني. تم تخصيص المعرض الكبير، الذي امتد على طول الجسر الحالي لعبور النهر بأكمله، في عام 1577. أضافت كاثرين أيضًا غرفًا بين الكنيسة والمكتبة على الجانب الشرقي من فيلق الجسد ، فضلاً عن جناح للخدمة على الجانب الغربي من فناء الدخول.

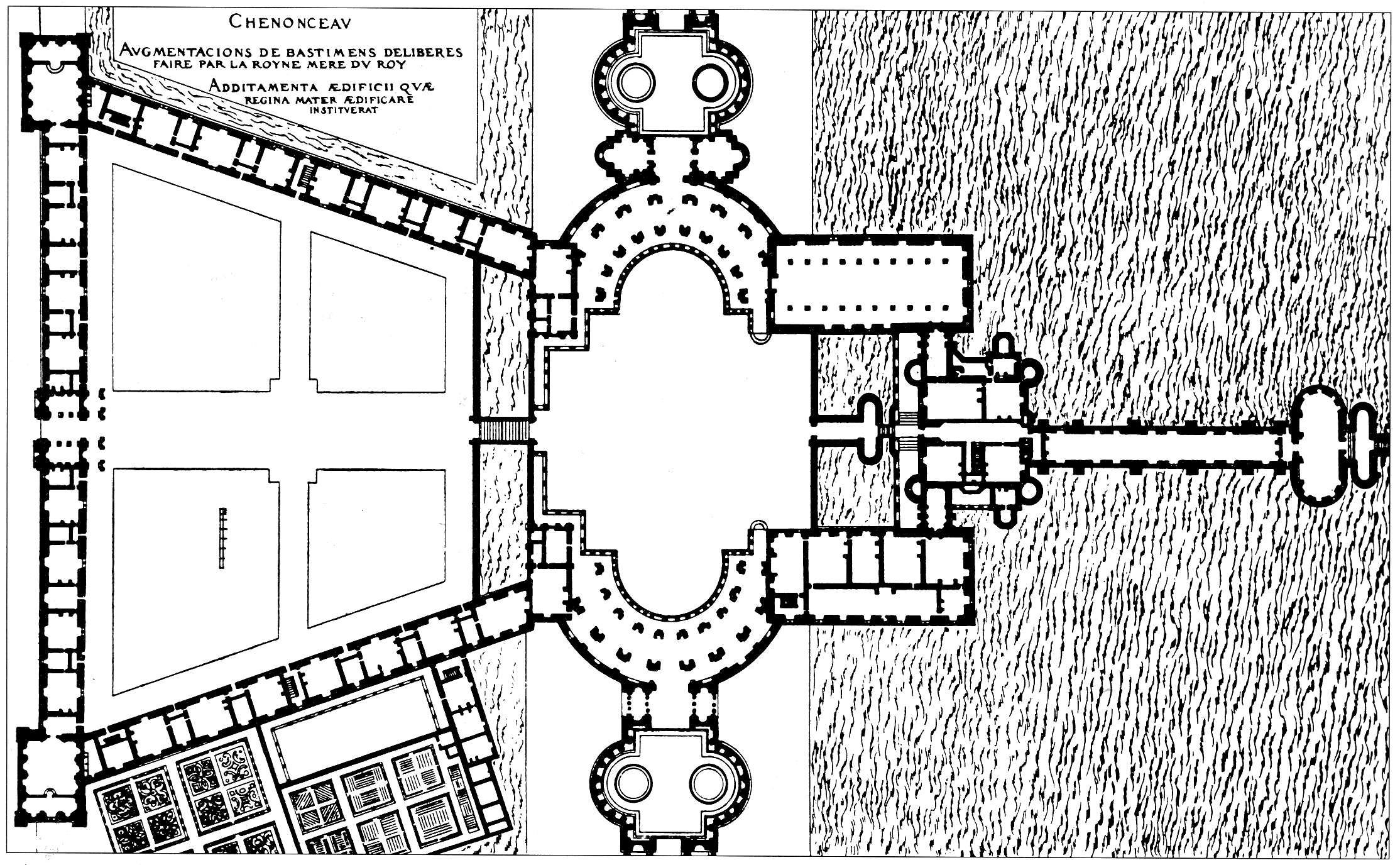
مشروع توسيع القصر من كتاب دو سيركو 1579

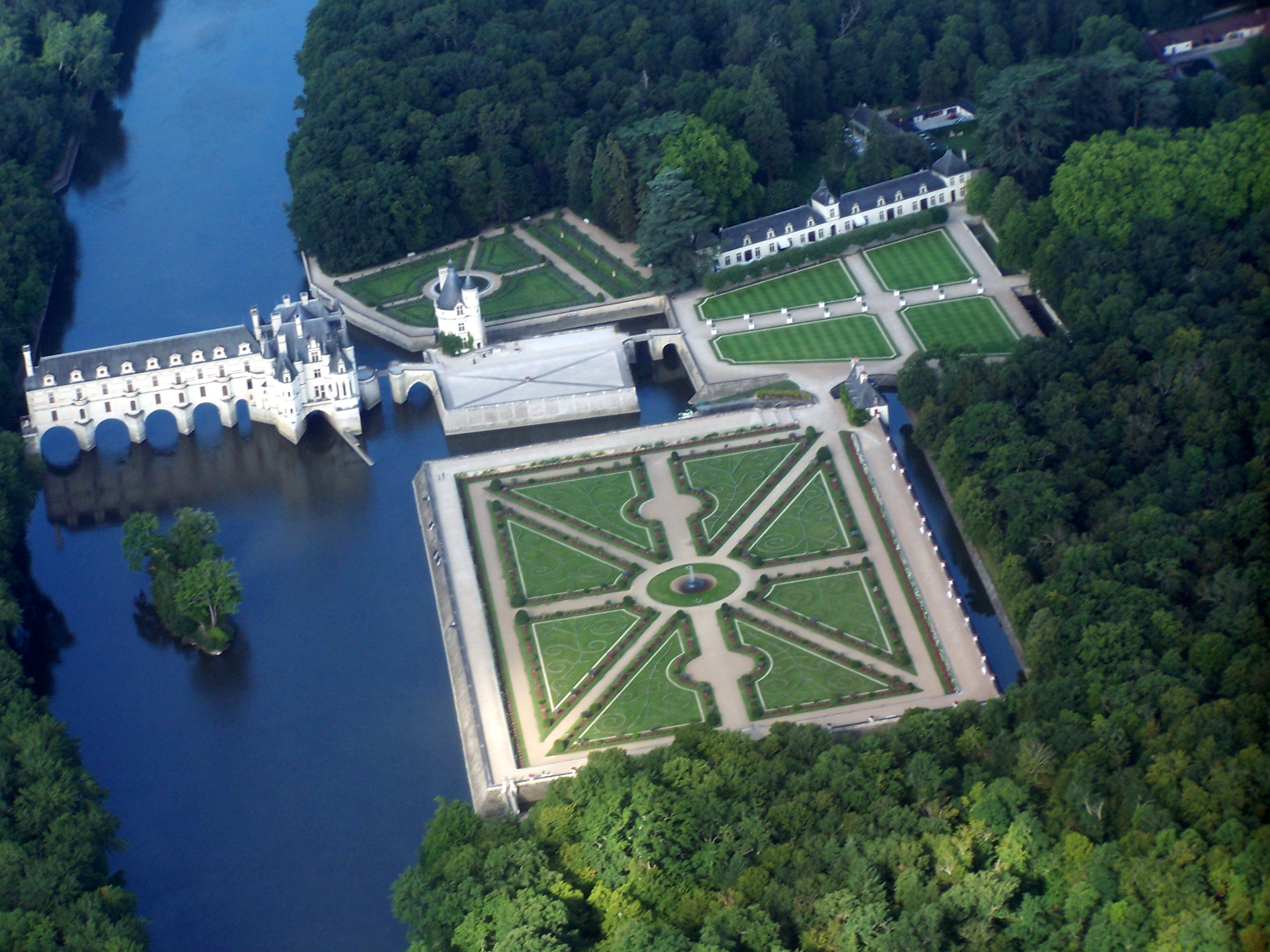
منظر جوي للقصر وحدائقه

نظرت كاثرين في توسع أكبر في القصر، كما هو موضح في نقش نشره جاك أندروت دو سيرسو في المجلد الثاني (1579) من كتابه «ليه بلاس إكسلينتس باستنس دو فرانس» . إذا كان هذا المشروع قد تم تنفيذه، فإن القصر الحالي كان سيشكل جزءًا صغيرًا فقط من قصر هائل تم وضعه «مثل الكماشة حول المباني الحالية».

### لويز دي لورين

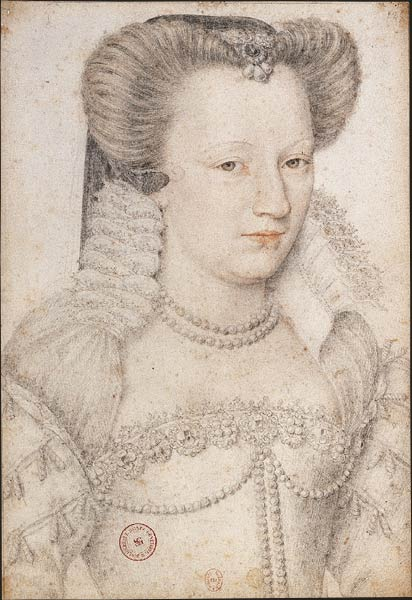
لويز دي لورين

بعد وفاة كاترين، في يناير 1589، ذهبت القصر إلى صهرتها لويز دي لورين-فوديمونت، زوجة الملك هنري الثالث. كانت لويز في شينونسو عندما علمت باغتيال زوجها، في أغسطس 1589، وسقطت في حالة من الاكتئاب. أمضت لويز الأحد عشر عامًا التالية، حتى وفاتها في يناير 1601، تجولت بلا هدف على طول ممرات القصر التي كانت ترتدي ملابس الحداد، وسط نسيج أسود قاتم مُخيط بالجماجم وعظمتين متقاطعتين.

### دوك دي فيندوم
حصل هنري الرابع على شينونسو لعشيقته غابرييل ديستريس بدفع ديون كاترين دي ميديسي، التي ورثتها لويز وهددت بتدميرها. في المقابل، غادرت لويز شاتو إلى أختها فرانسوا دو لورين، في ذلك الوقت في السادسة من عمرها وخطبت إلى سيزار دو بوربون البالغ من العمر أربع سنوات ودوق دو فيندوم، الابن الطبيعي لغابرييل ديستريس وهينري الرابع. ينتمي القصر إلى Duc de Vendôme وذريته لأكثر من مائة عام. لم يهتم البوربون بالقصة إلا للصيد. في 1650، كان لويس الرابع عشر هو آخر ملوك النظام القديم للزيارة.
تم شراء Château de Chenonceau بواسطة دوق بوربون في عام 1720. شيئًا فشيئًا، باع جميع محتويات القلعة. انتهى المطاف بالعديد من التماثيل الجميلة في فرساي.

### لويز دوبن

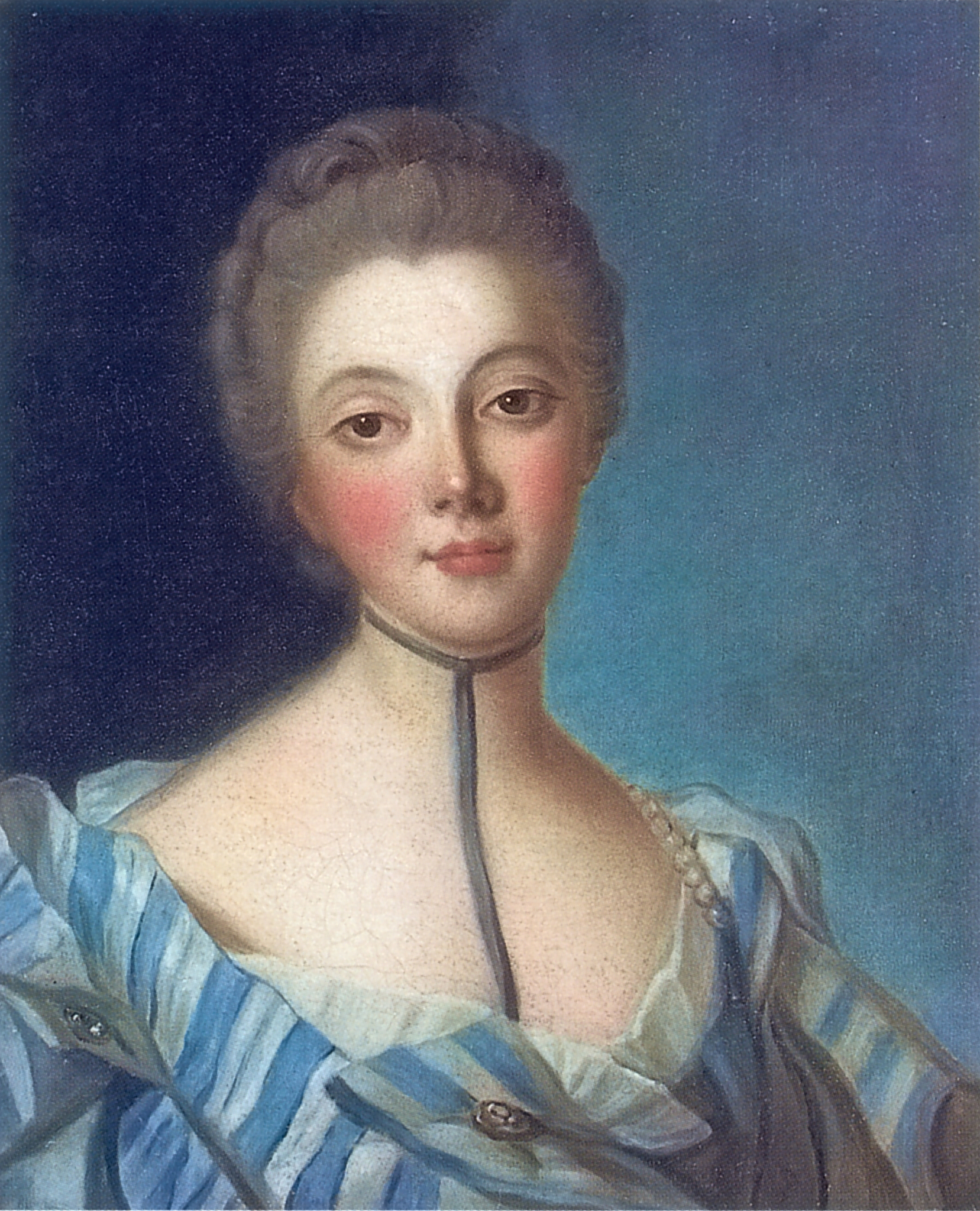
لويز دوبين من Nattier

في عام 1733 تم بيع العقار مقابل 130,000   livres إلى المربى الثري يدعى Claude Dupin . كانت زوجته، لويز دوبن، الابنة الطبيعية للممول صمويل برنارد والممثلة Manon Dancourt ، والدته كانت أيضا ممثلة الذي انضم إلى كوميدي فرانسيس في 1684. كانت لويز دوبن «امرأة ذكية وجميلة ومزرعة للغاية كانت مسرحاً بدمها». كان لكلود دوبن، وهو أرمل، ولد، لويس كلود، من زوجته الأولى ماري أورور من ولاية سكسونيا، والتي كانت جدة لجورج ساند (من مواليد أورور دوبن).
جذبت صالون لويز دوبان Dupin الأدبي في شينونسو هؤلاء القادة من التنوير كما الكتاب فولتير، مونتسكيو، و Fontenelle ، والطبيعة بوفون، الكاتب المسرحي Marivaux ، الفيلسوف condillac بها، فضلا عن ماركيز دي Tencin وماركيز دو Deffand . كان جان جاك روسو سكرتير دوبن وعلم ابنها. كتب روسو، الذي عمل على إميل في Chenonceau ، في اعترافاته : «لقد عزفنا الموسيقى هناك ونظمنا كوميديا. كتبت مسرحية في الآية بعنوان مسار سيلفي ، بعد اسم مسار في الحديقة على طول شير.» 
أنقذت الأرملة لويز دوبن القصر من التدمير أثناء الثورة الفرنسية، وحفظته من تدميره من قبل الحرس الثوري لأنه «كان من الضروري السفر والتجارة، كونه الجسر الوحيد عبر النهر لعدة أميال».

### مارغريت بيلوز

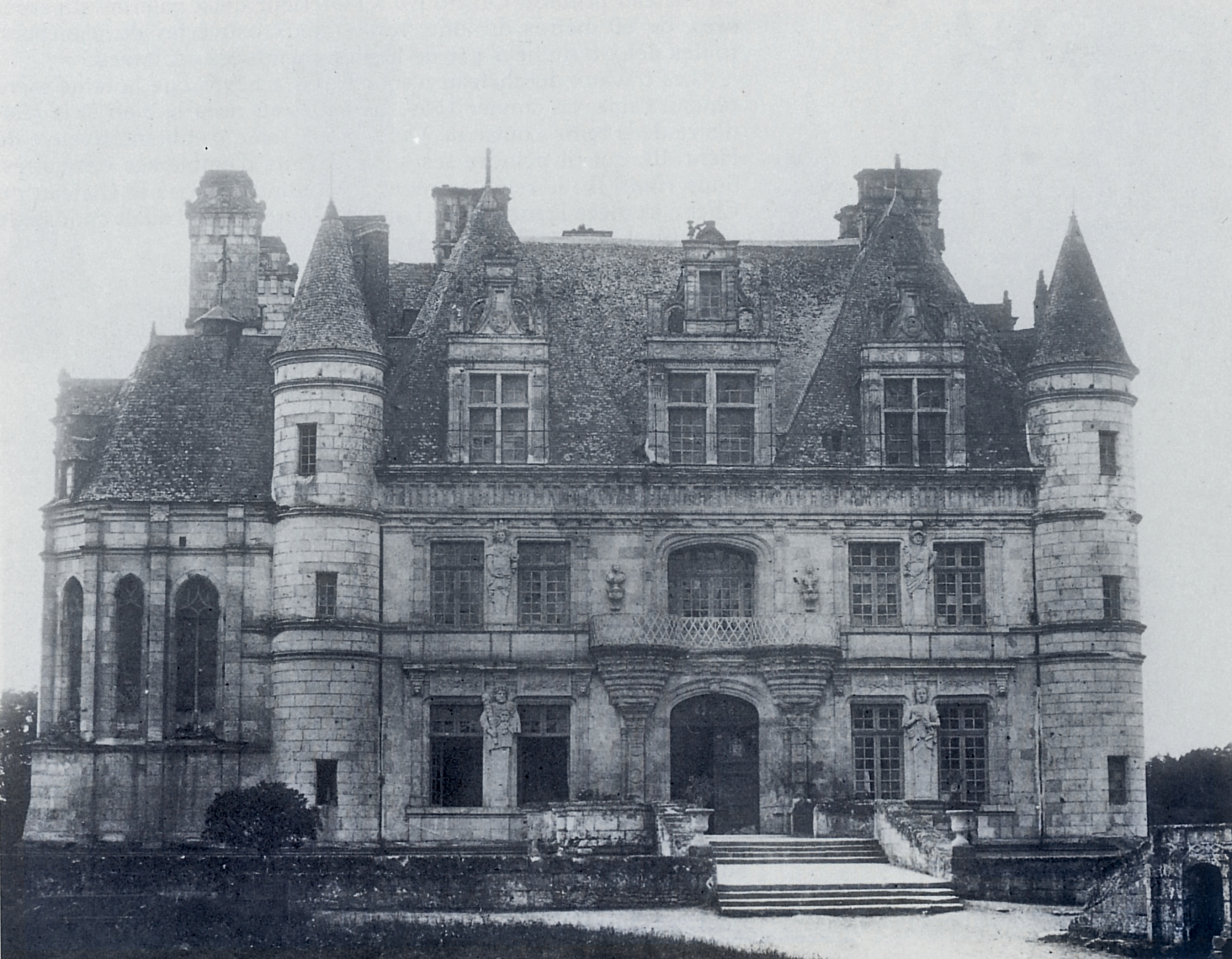
واجهة المدخل في عام 1851 ، قبل تدخلات روجيت

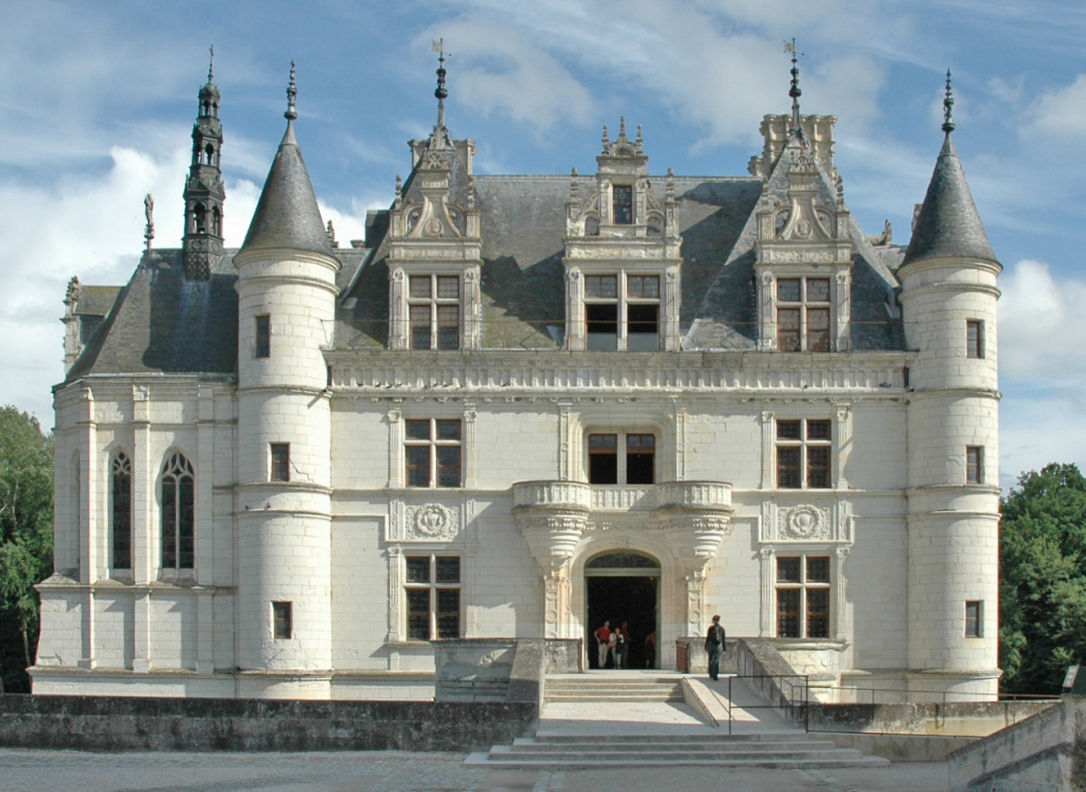
واجهة المدخل في 2007

فيلم عام 1864 Marguerite Pelouze [خطأ: تحقق من وسيط ورمز اللغة] ، وهي وريثة ثرية، حصلت على قصر. حوالي عام 1875 كلفت المهندس المعماري فيليكس روجيت لاستعادته. قام بتجديد الجزء الداخلي بالكامل تقريبًا وإزالة العديد من إضافات Catherine de 'Medici ، بما في ذلك الغرف بين المكتبة والكنيسة وتعديلاتها على الواجهة الشمالية، ومن بينها شخصيات من هرقل وبالاس وأبولو وسيبل تم نقلها إلى المنتزه. مع الأموال التي أنفقتها مارغريت على هذه المشاريع والأطراف المتقنة، استنفدت مواردها المالية، وتم الاستيلاء على القصر وبيعه.

### التاريخ الحديث
خوسيه إميليو تيري، المليونير الكوبي، استحوذ على شينونسو من السيدة بيلوز في عام 1891. باعها تيري في عام 1896 لأحد أفراد الأسرة، فرانسيسكو تيري. في عام 1913، تم الحصول عليها القصر من قبل هينري مينير، وهو عضو في الأسرة Menier ، تشتهر الشوكولاتة لهم، الذين لا تزال تملك حتى يومنا هذا.
أثناء الحرب العالمية الأولى ، أنشأ جاستون مينير المعرض لاستخدامه كقسم للمستشفى. خلال الحرب العالمية الثانية تم قصف القصر من قبل الألمان في يونيو 1940. كانت أيضًا وسيلة للهروب من المنطقة النازية المحتلة على جانب واحد من نهر شير إلى المنطقة «الحرة» على الضفة المقابلة. احتلها الألمان، قصف الحلفاء من قبل الحلفاء في 7 يونيو 1944، عندما تعرضت الكنيسة ودمرت نوافذها.
في عام 1951، عهدت عائلة منير بترميم القصر إلى برنارد فويسن، الذي أعاد الهيكل المتهدم والحدائق (التي دمرتها فيضان نهر شير في عام 1940) إلى انعكاس لمجدها السابق.

## معرض

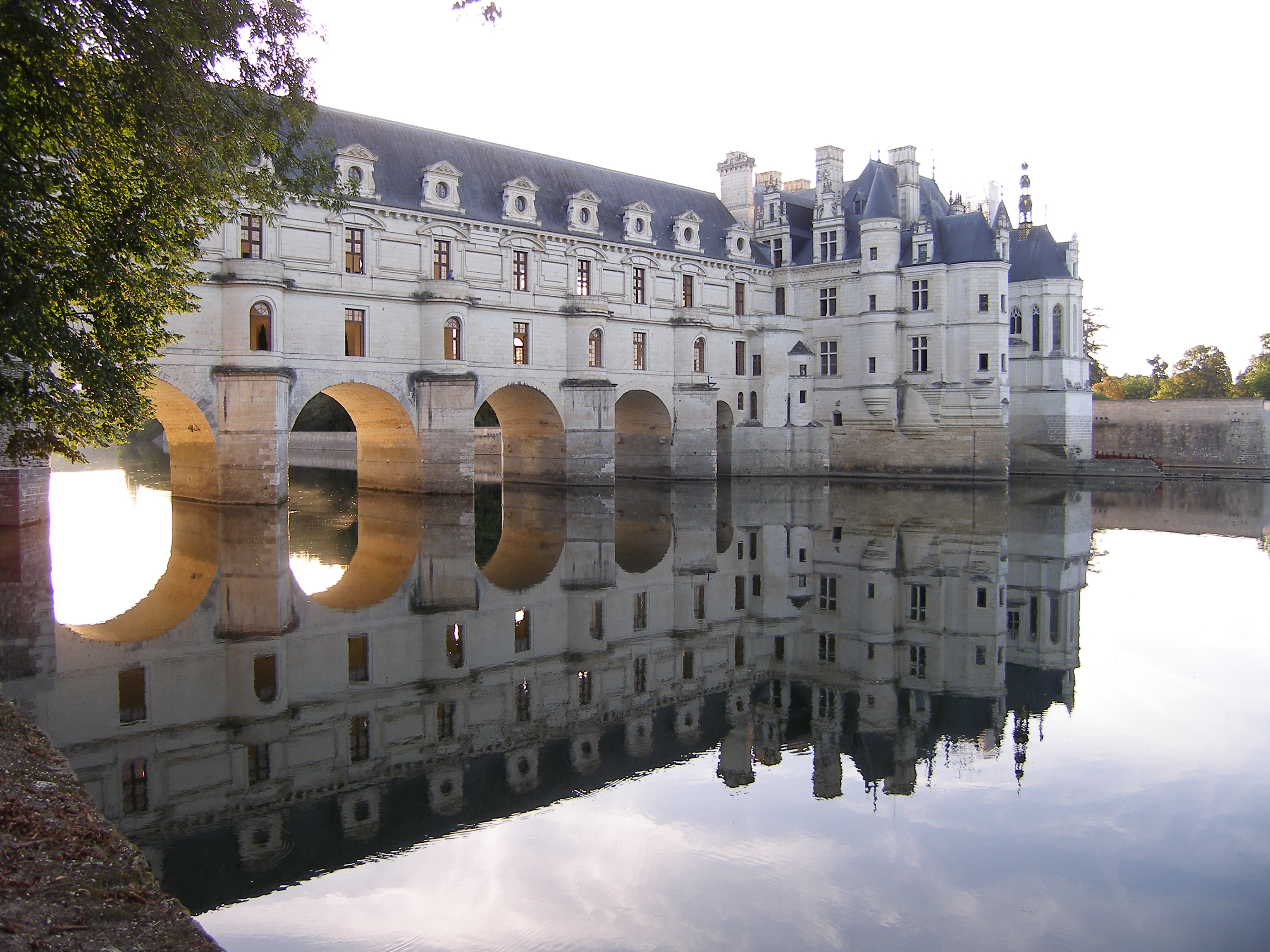
منظر من الجنوب الشرقي للقلعة
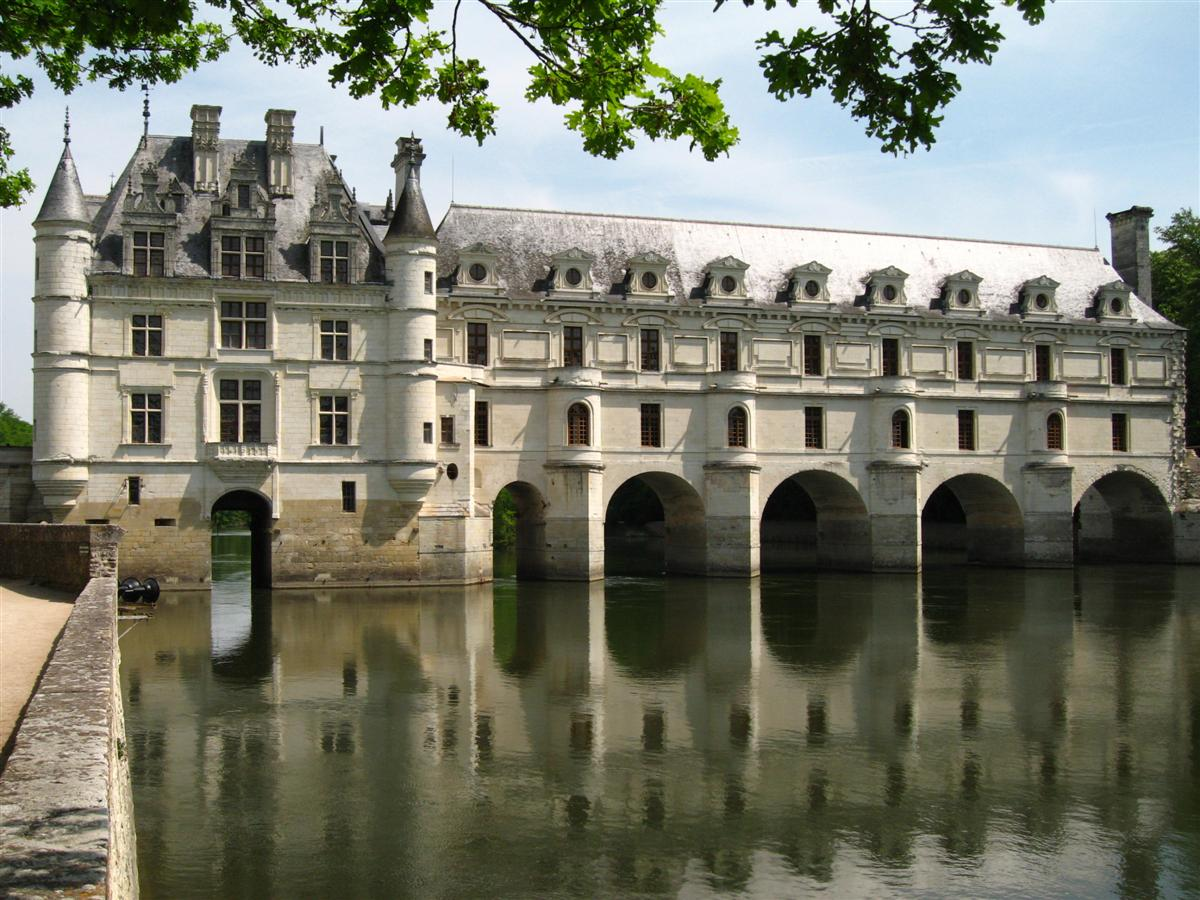
منظر للواجهة الغربية
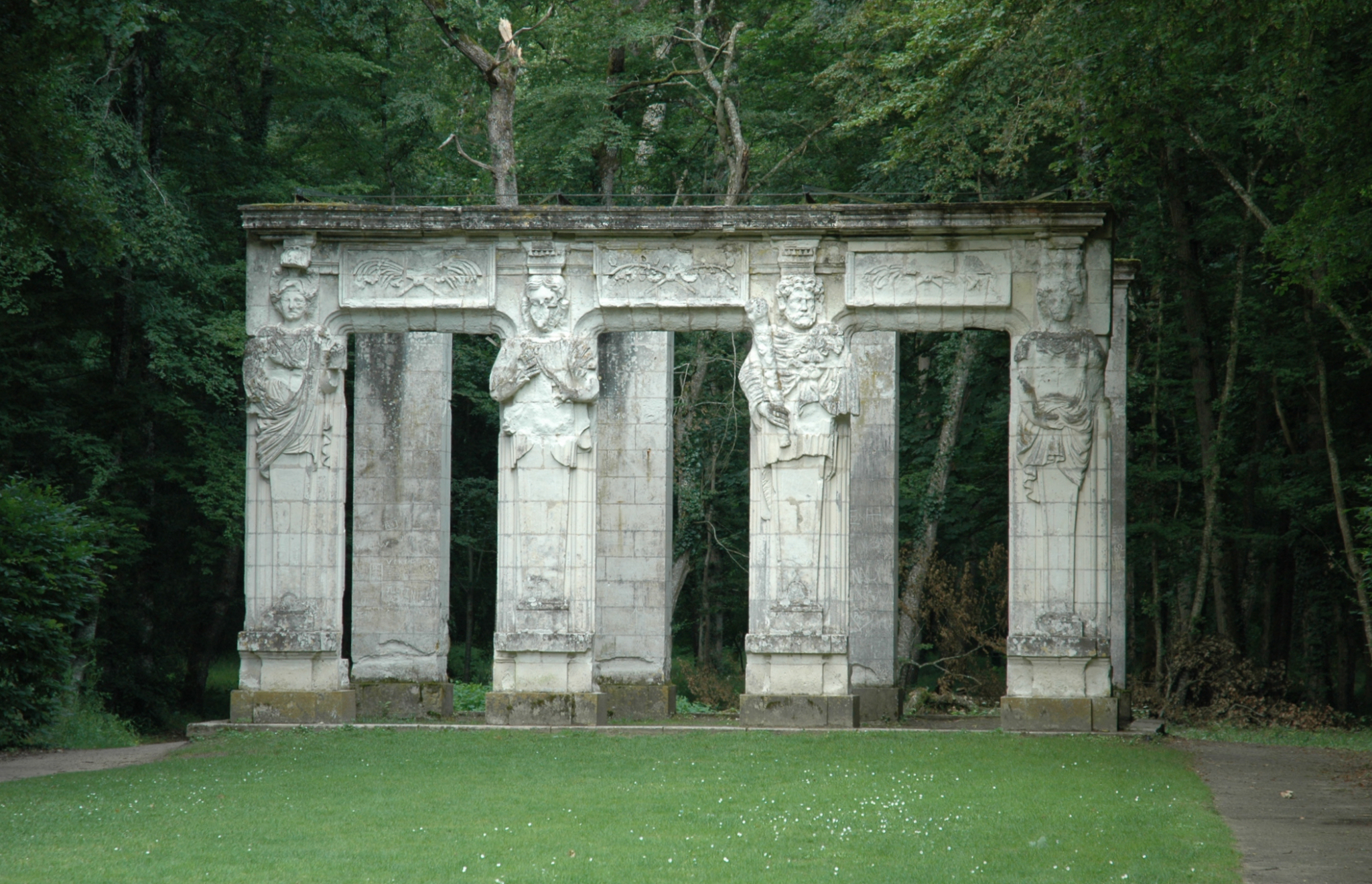
Caryatids ، انتقلت من الواجهة الشمالية إلى الحديقة ج.   1875
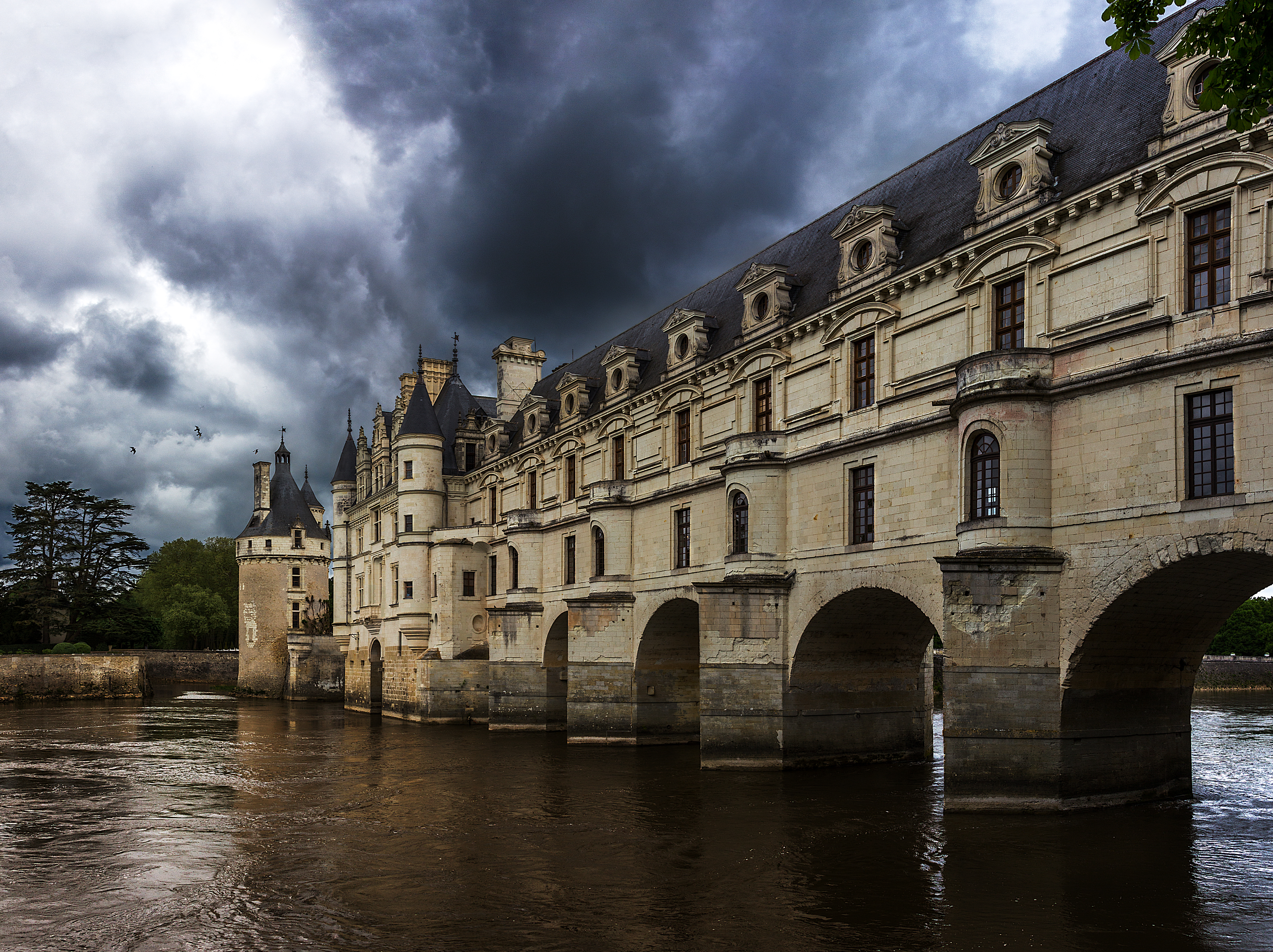
القصر في طقس عاصف
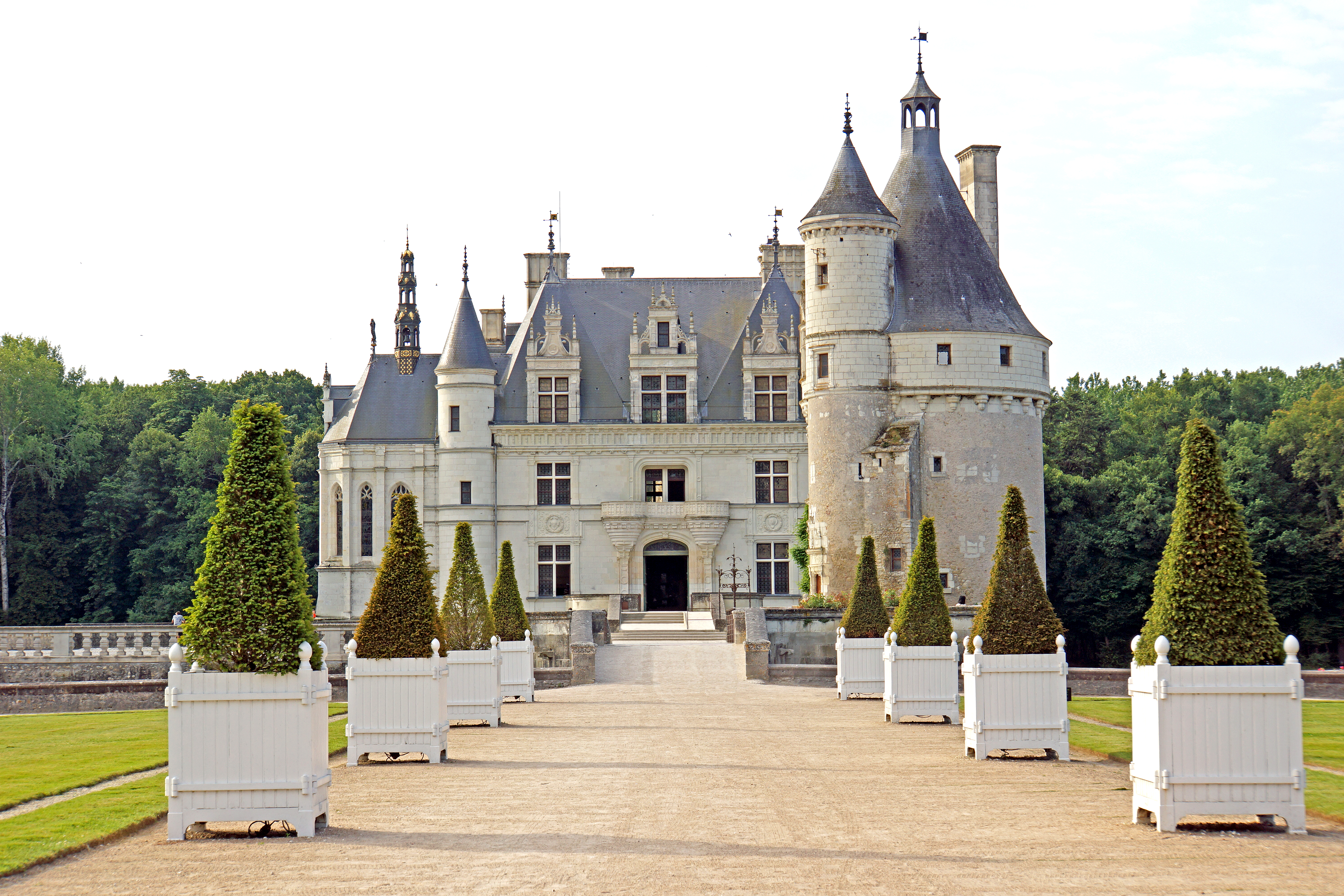
اقترب من المدخل
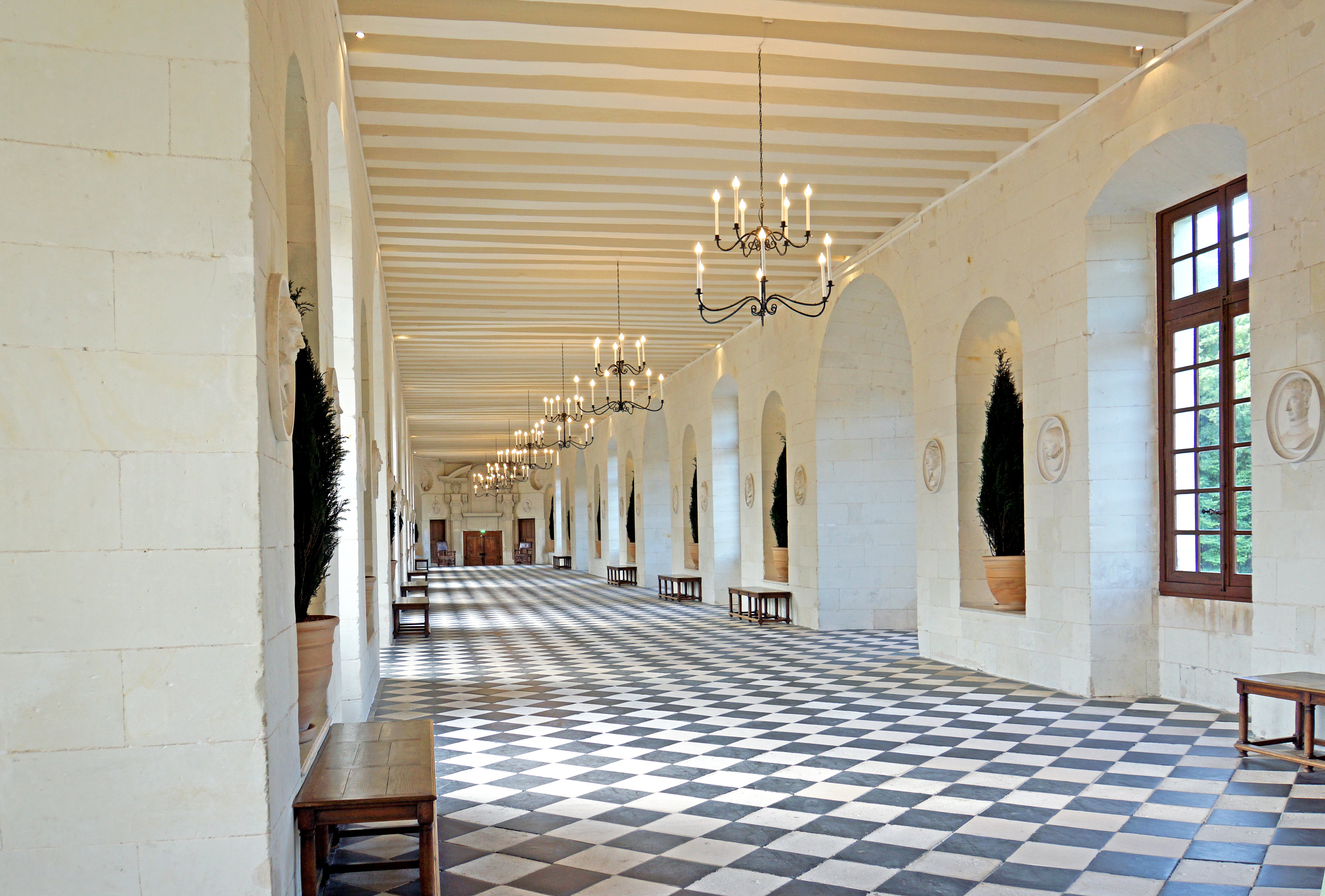
معرض فوق الجسر
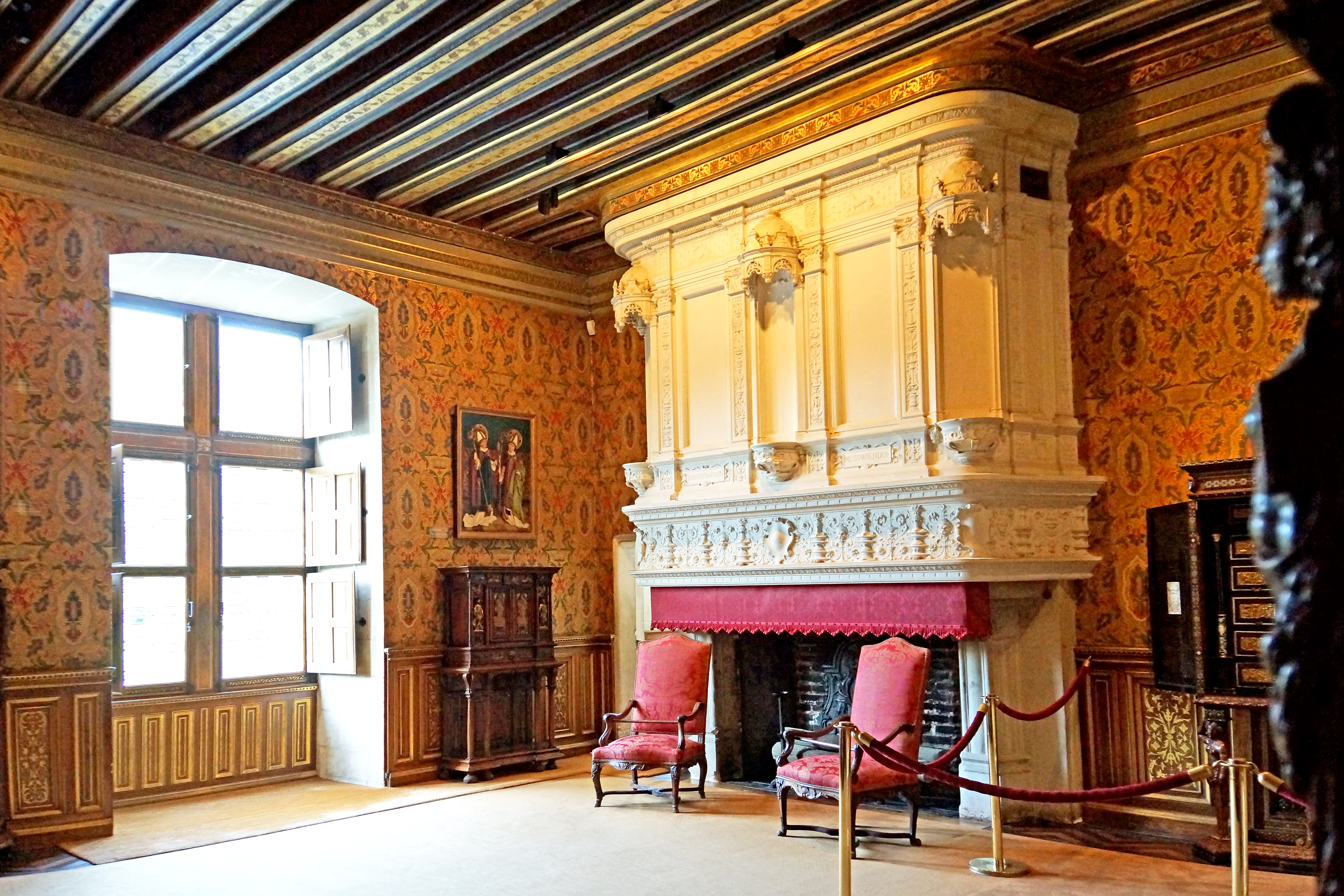
غرفة رسم فرانسوا الأول
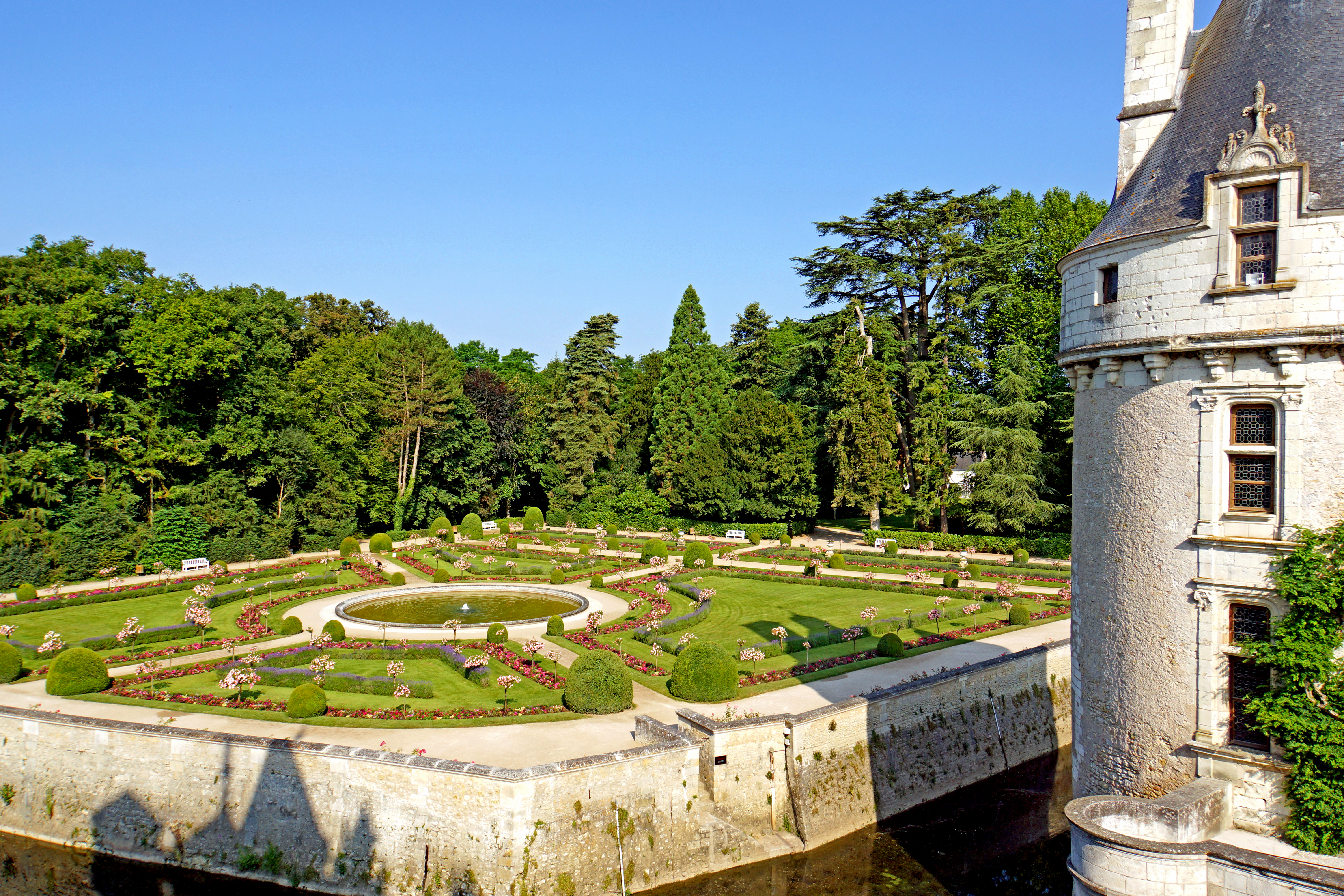
حديقة كاترين دي Médicis
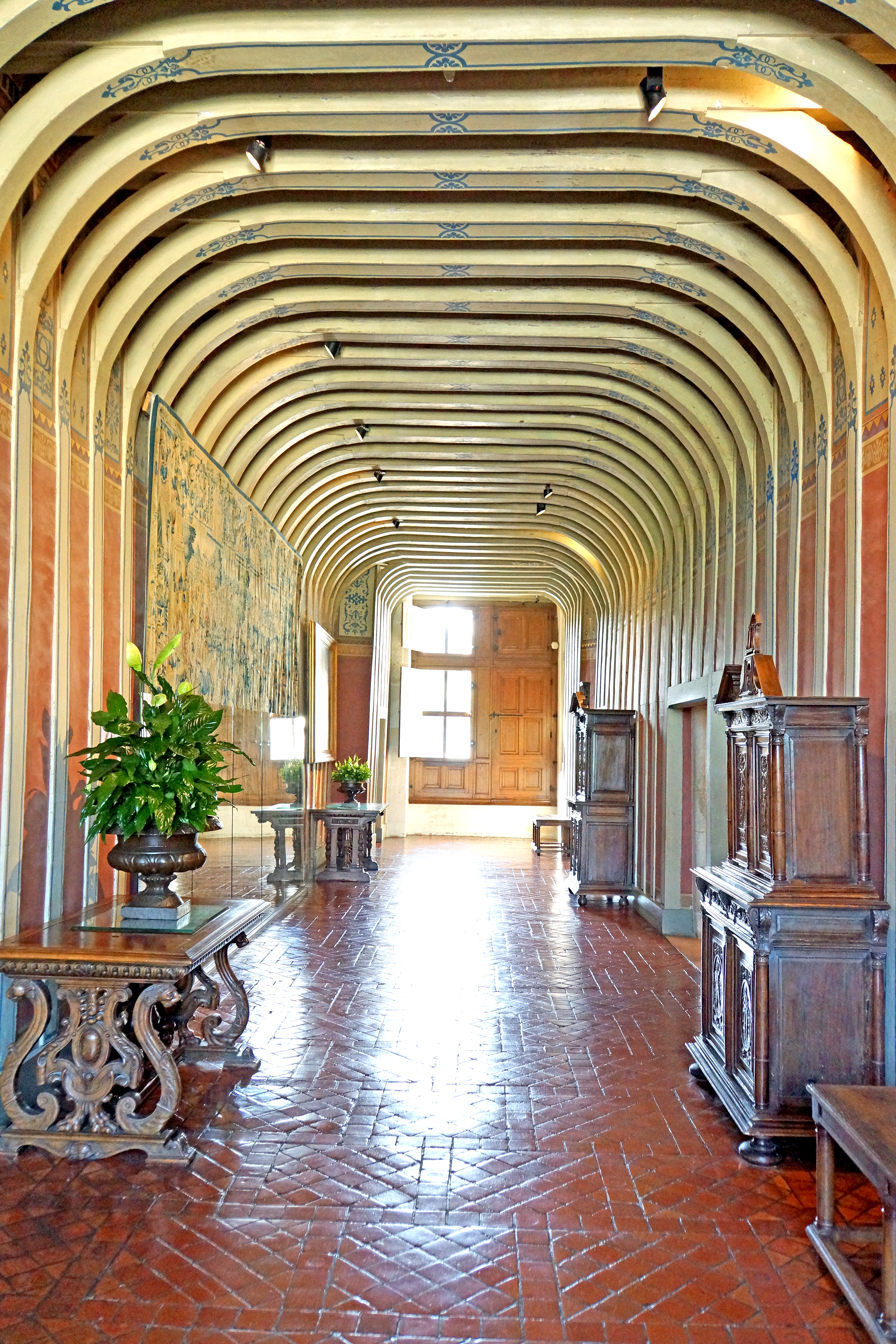
قاعة الطابق الثاني
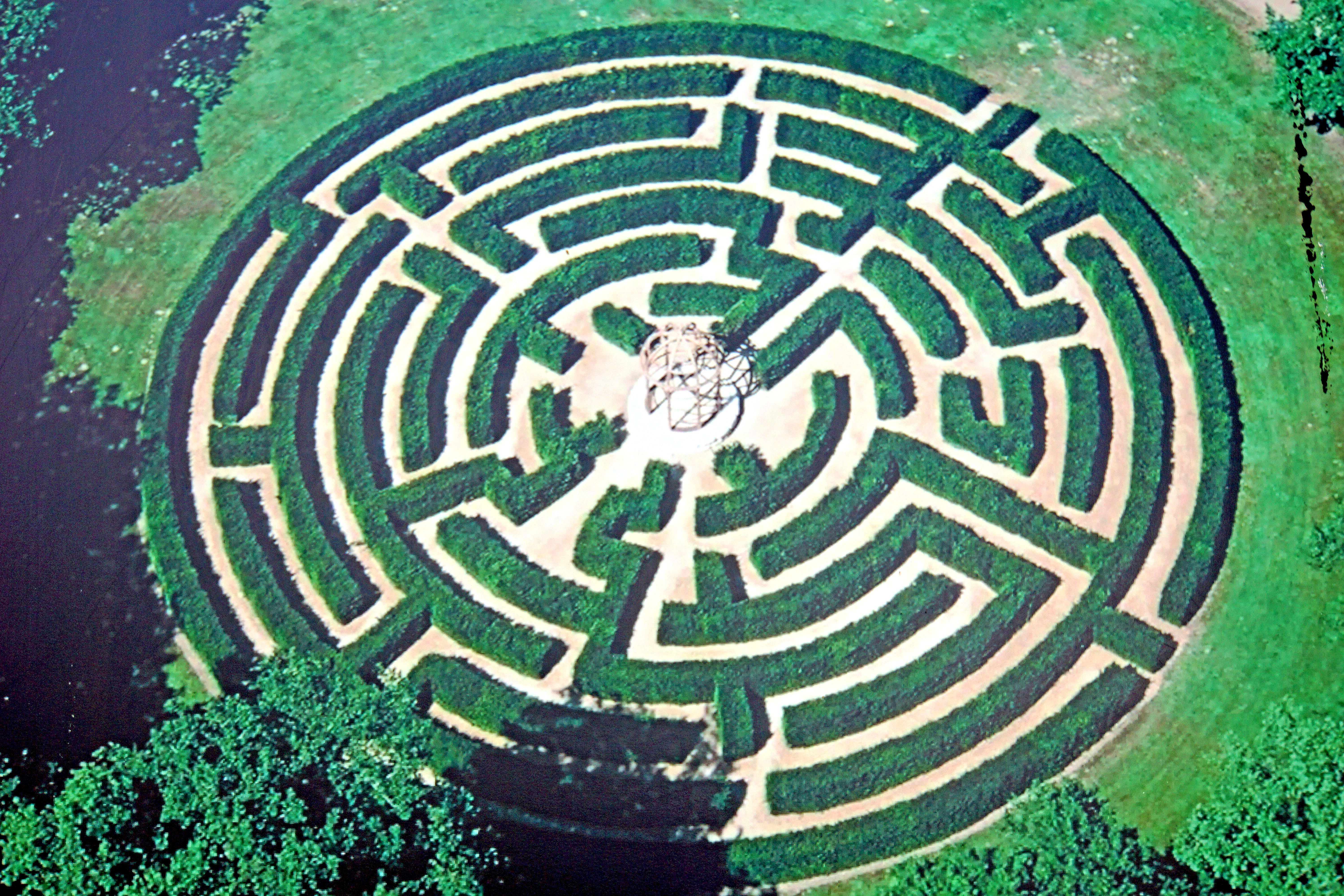
متاهة الحديقة
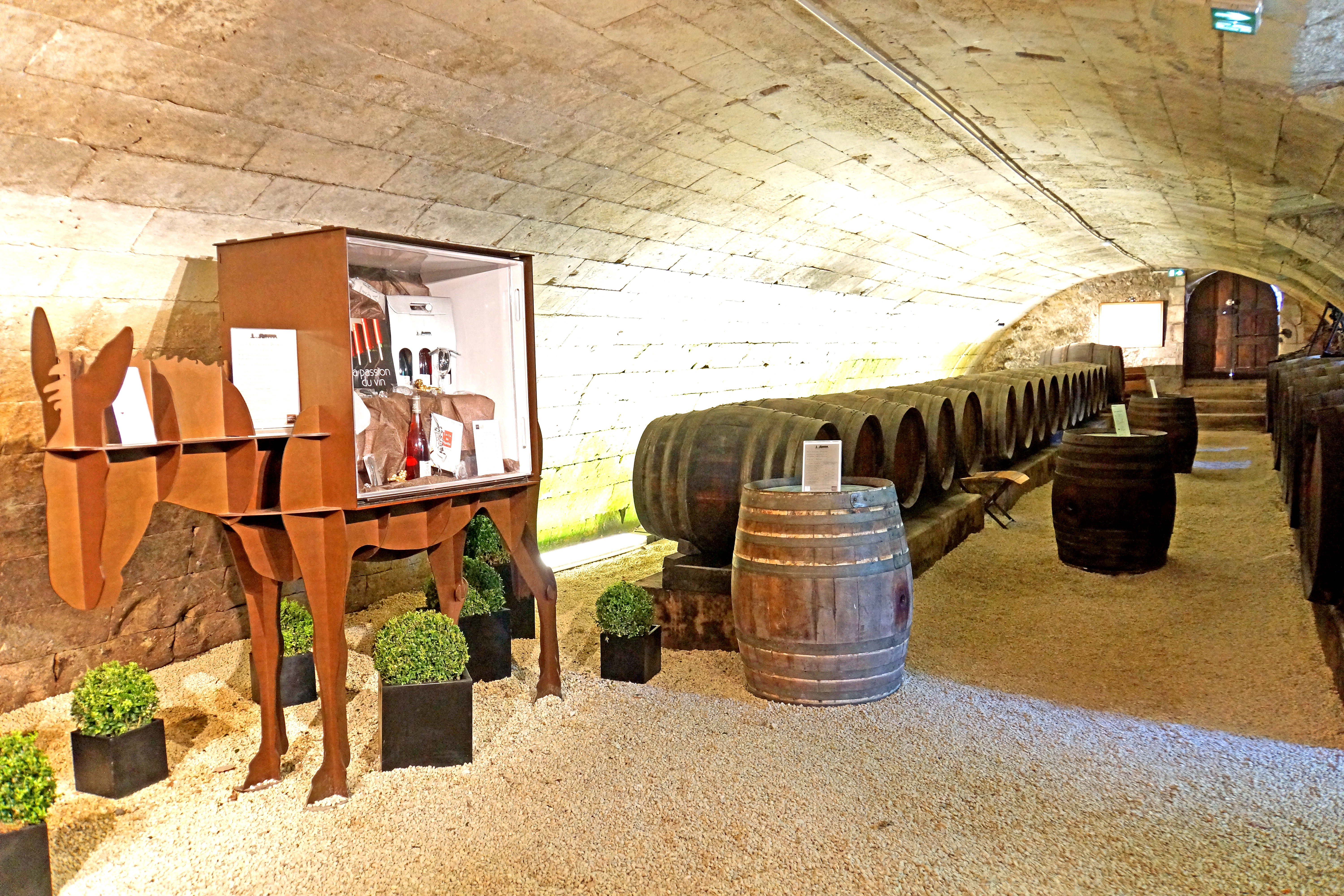
مخزون الخمر
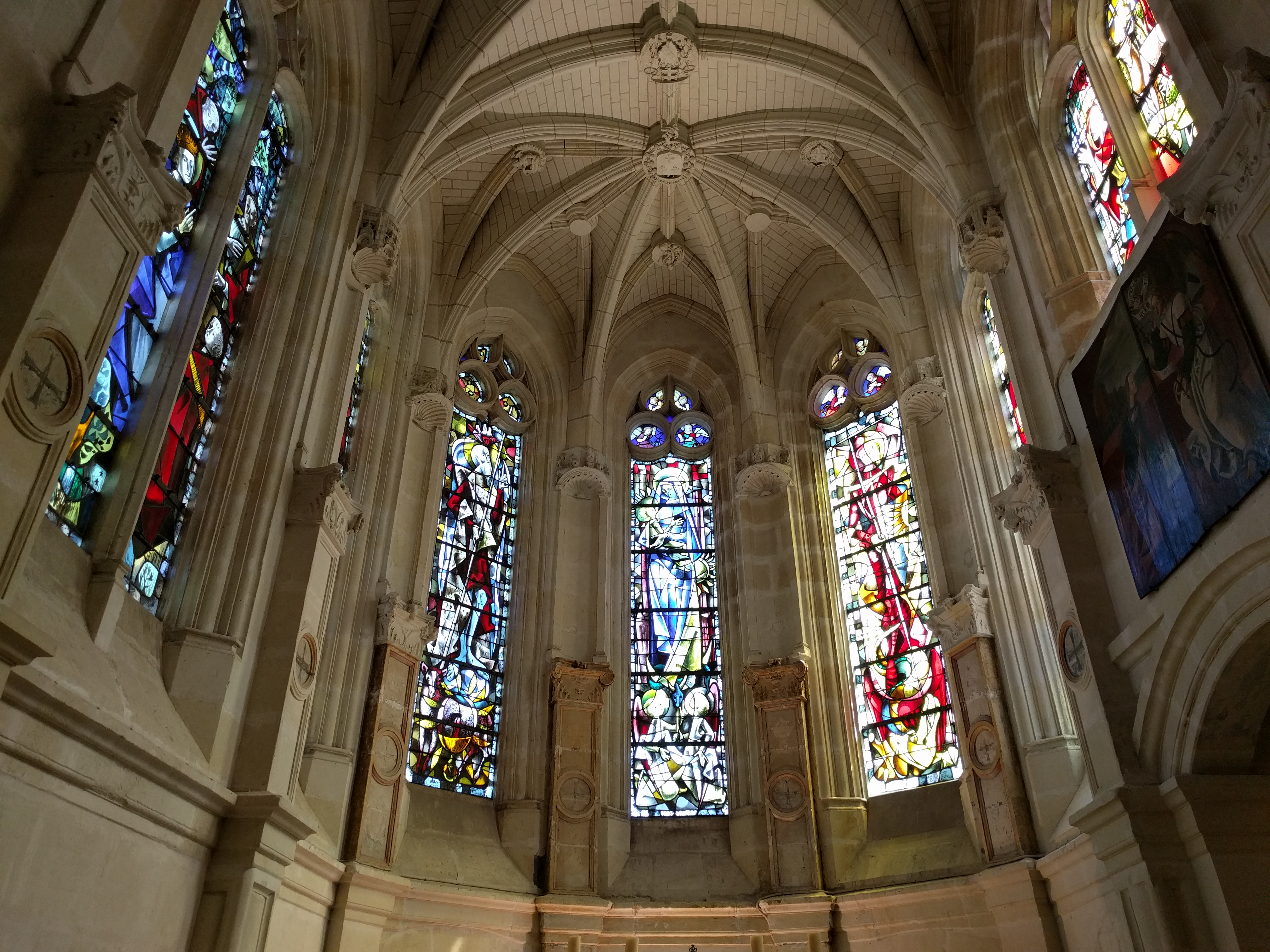
كنيسة صغيرة

## قائمة المراجع
- Babelon, Jean-Pierre (1989). Chateaux de France au siècle de la Renaissance. Paris: Flammarion. (ردمك 9782080120625).
- Beck, Shari (2011). A Portrait in Black and White: Diane de Poitiers in Her Own Words. Bloomington, Indiana: iUniverse. (ردمك 9781462029815).
- Draper, James David; Papet, Edouard (2014). The Passions of Jean-Baptiste Carpeaux. New Haven: Yale University Press. (ردمك 9780300204315).
- Gaigneron, Axelle de (1993). "Seven Ladies of Chenonceau", pp. 7–22, in Chenonceau, English edition. Paris: Société Française de Promotion Artistique. 34799004.
- Garrett, Martin (2010). The Loire: a Cultural History. Oxford: Oxford University Press. (ردمك 9780199768394).
- Hanser, David A. (2006). Architecture of France. Westport, Connecticut: Greenwood Press. (ردمك 9780313319020).
- Voisin, Bernard (1993). "The New Renaissance", pp. 51–62, in Chenonceau, English edition. Paris: Société Française de Promotion Artistique. 34799004.
- Wheeler, Daniel; editors of Réalités-Hachette (1979). The Chateaux of France. London: Octopus Books. (ردمك 9780706412604).

## روابط خارجية
- شينونسو (الموقع الرسمي)
- زيارة Château دي Chenonceau في 3D